# Jude Drouin
Joseph Jude Drouin (* 28. Oktober 1948 in Mont-Louis, Québec) ist ein ehemaliger kanadischer Eishockeyspieler, der im Verlauf seiner aktiven Karriere zwischen 1966 und 1980 unter anderem 738 Spiele für die Canadiens de Montréal, Minnesota North Stars, New York Islanders und Winnipeg Jets in der National Hockey League auf der Position des Centers bestritten hat.

## Karriere
Drouin verbrachte seine Juniorenkarriere zunächst zwischen 1965 und 1966 bei den Maple Leafs de Verdun in der Ligue de hockey junior du Montréal Métropolitain. Von dort wurde er im NHL Amateur Draft 1966 in der dritten Runde an 17. Stelle von den Canadiens de Montréal aus der National Hockey League ausgewählt. Der Stürmer wechselte daraufhin zunächst für ein Jahr zu den Canadien junior de Montréal in die Ontario Hockey Association.
Im Sommer 1967 wechselte der Franko-Kanadier schließlich im Alter von 19 Jahren in den Profibereich. Die Canadiens setzten den Stürmer für die folgenden beiden Spielzeiten hauptsächlich bei den Houston Apollos in der Central Professional Hockey League ein, während er im Verlauf der Saison 1968/69 erstmals in der NHL für Montréal debütierte. Aufgrund des stark besetzten Kader der Habs fanden sie für ihr junges Talent aber keinen Kaderplatz, sondern setzten ihn in der Spielzeit 1969/70 bei ihrem Farmteam, den Voyageurs de Montréal, in der American Hockey League ein. Dort überzeugte Drouin mit 106 Scorerpunkten in 65 Saisonspielen. Dies bescherte ihm die John B. Sollenberger Trophy als punktbester Spieler der gesamten Liga. Darüber hinaus erhielt er den Dudley „Red“ Garrett Memorial Award als bester Liganeuling und wurde ins AHL First All-Star Team berufen.
Trotz der überzeugenden Saison in der Minor League sahen die Canadiens de Montréal weiterhin keine dauerhafte Verwendung für den Offensivspieler und transferierten ihn daher im Mai 1970 im Tausch für Bill Collins zu den Minnesota North Stars. Bei den North Stars schaffte Drouin auf Anhieb den Sprung in den NHL-Stammkader. Obwohl er in seinem ersten kompletten Jahr in der Liga 68 Punkte erzielte, sorgte er jedoch aufgrund einer Undiszipliniertheit für Schlagzeilen, als er in einem Spiel gegen die Pittsburgh Penguins Schiedsrichter Bruce Hood tätlich angriff. In der Folge des Vorfalls wurde er daraufhin vom NHL-Präsidenten Clarence Campbell für drei Spiele gesperrt und zu einer Strafzahlung von 150 US-Dollar verdonnert. Dennoch blieb der Mittelstürmer weitere dreieinhalb Jahre fester Bestandteil von Minnesotas Aufgebot und absolvierte in der Saison 1972/73 mit 73 Punkten sein bestes Jahr in der Liga.
Im Januar 1975 erfolgte ein abermaliger Transfer, in den Drouin involviert war. Er wechselte im Tausch für Craig Cameron zu den New York Islanders, für die er weitere vier Spielzeiten in der NHL aktiv war. Nachdem seine Rolle im Team im Verlauf der Saison 1977/78 drastisch an Gewicht verloren hatte, entschied sich der damals kurz vor seinem 30. Geburtstag stehende Kanadier, sich vom aktiven Sport zurückzuziehen. Stattdessen legte er den Fokus auf seine Restaurantkette auf Long Island, die sich auf Meeresfrüchte spezialisiert hatte. Drouins Pause vom Eishockey währte allerdings nur eine Saison, da er im Oktober 1979 als Free Agent überraschend einen Vertrag bei den Winnipeg Jets unterzeichnete. Mit den Jets absolvierte er zunächst eine komplette Saison, ehe er seine Karriere nach sieben Einsätzen in der Saison 1980/81 im November 1980 ein zweites und letztes Mal für beendet erklärte.

## Erfolge und Auszeichnungen
- 1970 John B. Sollenberger Trophy
- 1970 Dudley „Red“ Garrett Memorial Award
- 1970 AHL First All-Star Team

## Karrierestatistik
(Legende zur Spielerstatistik: Sp oder GP = absolvierte Spiele; T oder G = erzielte Tore; V oder A = erzielte Assists; Pkt oder Pts = erzielte Scorerpunkte; SM oder PIM = erhaltene Strafminuten; +/− = Plus/Minus-Bilanz; PP = erzielte Überzahltore; SH = erzielte Unterzahltore; GW = erzielte Siegtore; 1 Play-downs/Relegation; Kursiv: Statistik nicht vollständig)